# Khash (stad i Sistan och Baluchistan)
Khash (persiska: خاش) är en stad i Iran.   Den ligger i provinsen Sistan och Baluchistan, i den sydöstra delen av landet, 1 200 km sydost om huvudstaden Teheran. Khash ligger 1 413 meter över havet och antalet invånare är 69 603.
Staden är administrativt centrum för delprovinsen (shahrestan) Khash.
Terrängen runt Khash är varierad. Runt Khash är det glesbefolkat, med 8 invånare per kvadratkilometer. Det finns inga andra samhällen i närheten. Trakten runt Khash är ofruktbar med lite eller ingen växtlighet.